# Wilhelm Grimm

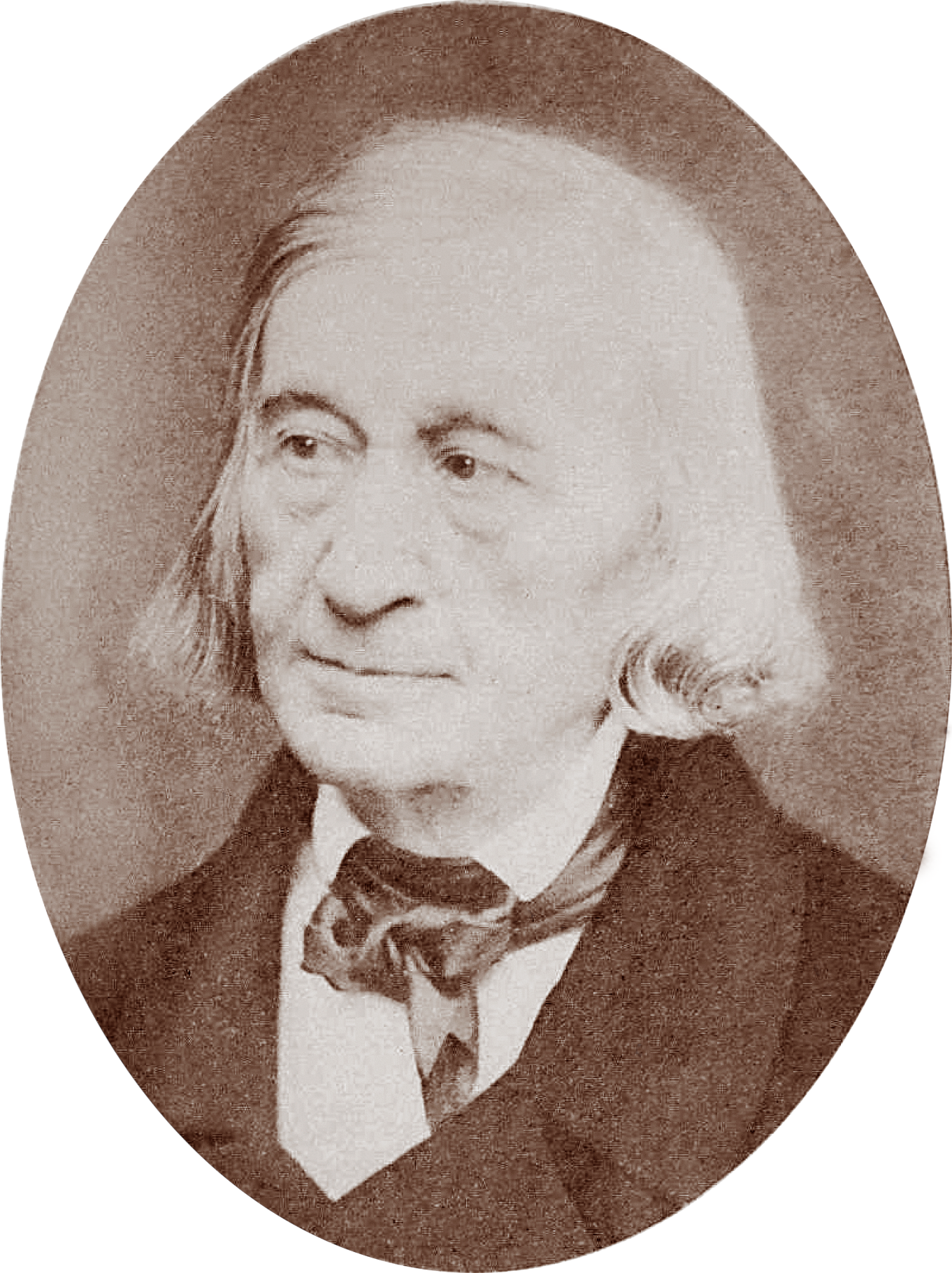
Wilhelm Grimm

Wilhelm Carl Grimm (* 24. Februar 1786 in Hanau; † 16. Dezember 1859 in Berlin) war ein deutscher Sprach- und Literaturwissenschaftler sowie Märchen- und Sagensammler. Sein Lebenslauf und sein Werk sind eng mit dem seines ein Jahr älteren Bruders Jacob Grimm verbunden, worauf die oft gebrauchte Bezeichnung Brüder Grimm hinweist.

## Leben
Wilhelm Grimm verbrachte seine Jugend in Steinau an der Straße, wohin der Vater Philipp Wilhelm Grimm 1791 als Amtmann versetzt worden war. Er besuchte dann wie sein Bruder Jacob das Friedrichsgymnasium in Kassel und schrieb sich gleichfalls an der Universität Marburg ein, wo er bei Friedrich Carl von Savigny Jura studierte. Nach Beendigung seines Studiums lebte er wieder bei der Mutter in Kassel. Asthmatische Beschwerden sowie eine Herzerkrankung hinderten ihn längere Zeit daran, sich um eine feste Anstellung zu bewerben. Seit 1806 sammelte er gemeinsam mit seinem Bruder Jacob Märchen, die sie später bearbeiteten und herausgaben. Dabei wurde er u. a. durch Werner und August von Haxthausen unterstützt. 1809 unterzog er sich bei dem berühmten Arzt Johann Christian Reil einer Kur in Halle (Saale). Bei dieser Gelegenheit wurde er von dem Komponisten Johann Friedrich Reichardt gastfreundlich aufgenommen. Mit Clemens Brentano reiste er daraufhin nach Berlin; dort lebte er mit diesem und mit Achim von Arnim in dessen Wohnung. Auf der Rückreise nach Kassel traf er Johann Wolfgang von Goethe, der sich lobend über seine „Bemühungen zu Gunsten einer lang vergessenen Kultur“ äußerte. 1813 lernte er bei der Familie Haxthausen die Schwestern Jenny und Annette von Droste-Hülshoff, die Dichterin, kennen. Beide halfen bei der Sammlung von Märchen und Volksliedern. Mit Jenny verband ihn danach eine lange Brieffreundschaft, auch gibt es Anzeichen dafür, dass eine unerfüllte Liebesbeziehung zwischen ihnen bestand.
Von 1814 bis 1829 war Grimm als Sekretär an der Bibliothek in Kassel angestellt. Am 15. Mai 1825 heiratete er Henrietta Dorothea Wild. Im April 1826 wurde der Sohn Jakob geboren, der aber im Dezember desselben Jahres starb. 1828 im Januar kam sein zweiter Sohn Herman Grimm zur Welt, der später bekannt wurde für seine kunstgeschichtlichen Vorlesungen unter Einsatz von Lichtbildprojektion an der Universität von Berlin. Der dritte Sohn Rudolf wurde im März 1830 geboren.
1831 wurde Wilhelm Grimm Bibliothekar an der Universität Göttingen, 1835 erhielt er dort eine außerordentliche Professur. Als Mitunterzeichner des Protestes der „Göttinger Sieben“ wurde er – wie auch sein Bruder – 1837 durch den König von Hannover seines Amtes enthoben. Der preußische König Friedrich Wilhelm IV. lud beide 1841 nach Berlin, wo sie sich niederließen. Im selben Jahr wurden sie Mitglied der Preußischen Akademie der Wissenschaften. 1841–1846 wohnte die Familie Grimm am Rand des Tiergartens in der kurz vorher angelegten Lennéstraße, Nr.8, 1846/1847 näher zu Akademie, Universität und Bibliothek in der Dorotheenstraße Nr. 47 und ab 1847 in der Linkstraße Nr. 7, unmittelbar am damaligen Potsdamer Bahnhof.  1848 gehörte er dem Vorparlament an. 1852 wurde er zum auswärtigen Mitglied der Bayerischen Akademie der Wissenschaften gewählt. Wilhelm Grimm lehrte bis zu seinem Tod 18 Jahre an der Universität Berlin und arbeitete dort zusammen mit seinem Bruder an ihrem Deutschen Wörterbuch, über das er auf dem Germanistentag 1846 in Frankfurt (Main) gesprochen hatte.

## Verdienste

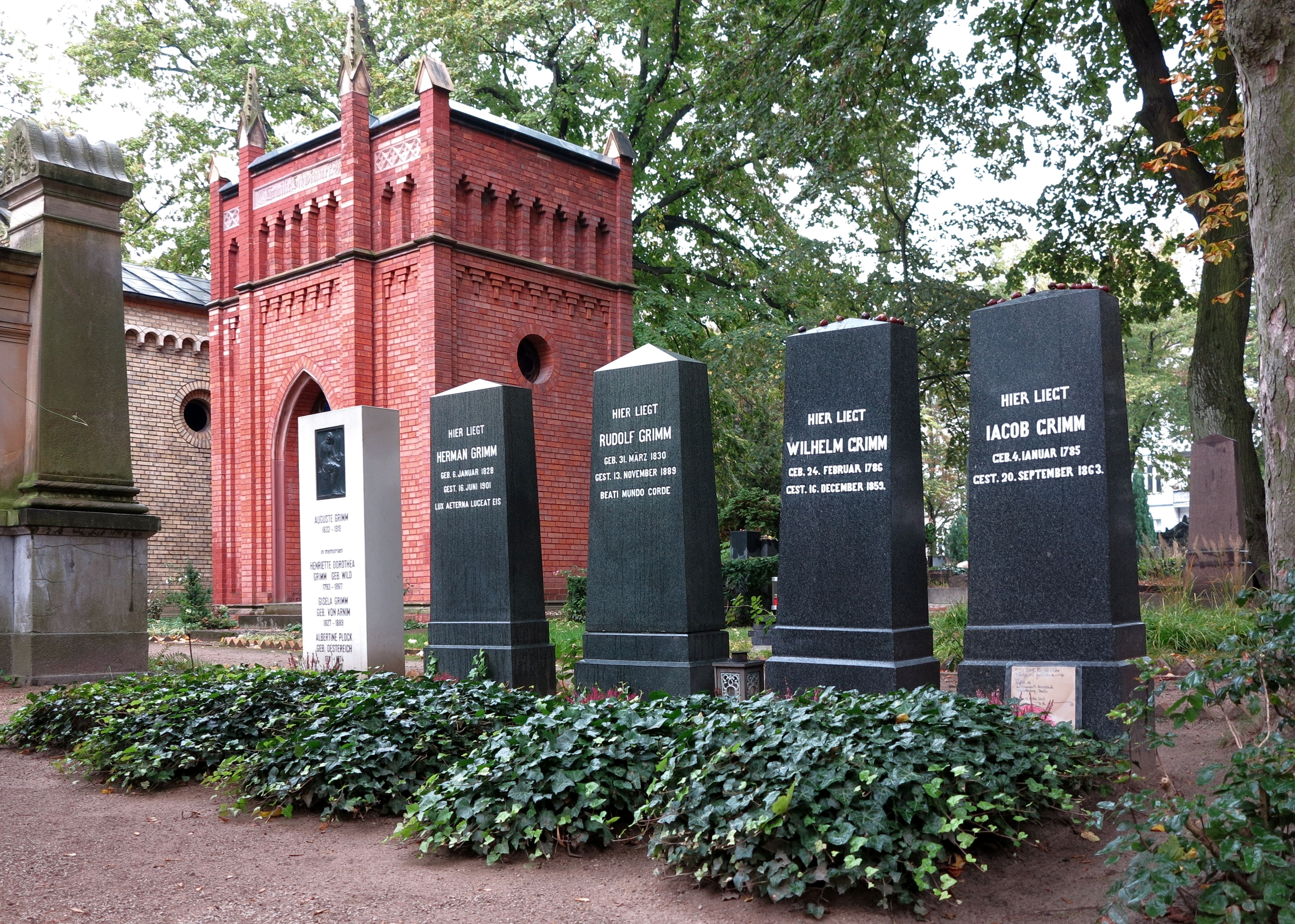
Grabstätte von Jacob und Wilhelm Grimm sowie drei Kindern Wilhelms auf dem Alten St.-Matthäus-Kirchhof Berlin

Neben der gemeinsamen Arbeit mit dem Bruder konzentrierte sich Wilhelm Grimm bei seinen Forschungen auf die Poesie des Mittelalters, die deutsche Heldensage sowie die Runenforschung. Zusammen mit seinem Bruder begründete er die germanistischen Altertumswissenschaften, die Runologie, die germanistische Sprachwissenschaft und die deutsche Philologie.
Berühmt wurden beide durch ihre Sammlung Kinder- und Hausmärchen (2 Bände, 1812–1815), an deren Bearbeitung Wilhelm besonderen Anteil hatte, und durch die Arbeit am Deutschen Wörterbuch (ab 1838, 1. Band 1854). Die Deutschen Sagen (2 Bände, 1816–1818) sind ein weiteres großes Sammelwerk der Brüder Grimm. 1839 gab er die Werke seines Freundes Achim von Arnim heraus. Wilhelm Grimm veröffentlichte auch Altdänische Heldenlieder, Balladen und Märchen.
Die Berliner Akademie schrieb im Januar 1860:

„Am 16ten des vorigen Monats starb Wilhelm Grimm, Mitglied der Akademie, der als deutscher Sprachforscher und Sammler deutscher Sagen und Dichtungen einen Namen hellen Klangs hat. Das deutsche Volk ist gewohnt, ihn mit seinem älteren Bruder Jacob Grimm zusammen zu denken und zu nennen. Wenige Männer umfasst es mit so allgemeiner Liebe und Verehrung als die Gebrüder Grimm, die es ein halbes Jahrhundert hindurch in einem Streben und in gemeinsamer Arbeit gekannt hat.“

Er wurde auf dem Alten St.-Matthäus-Kirchhof in Berlin-Schöneberg bestattet (heute Ehrengrab der Stadt Berlin). Die Grabstätte befindet sich im Feld F, F-S-001/004, G1. Sie ist seit 1952 als Ehrengrab der Stadt Berlin gewidmet.

## Nachlass

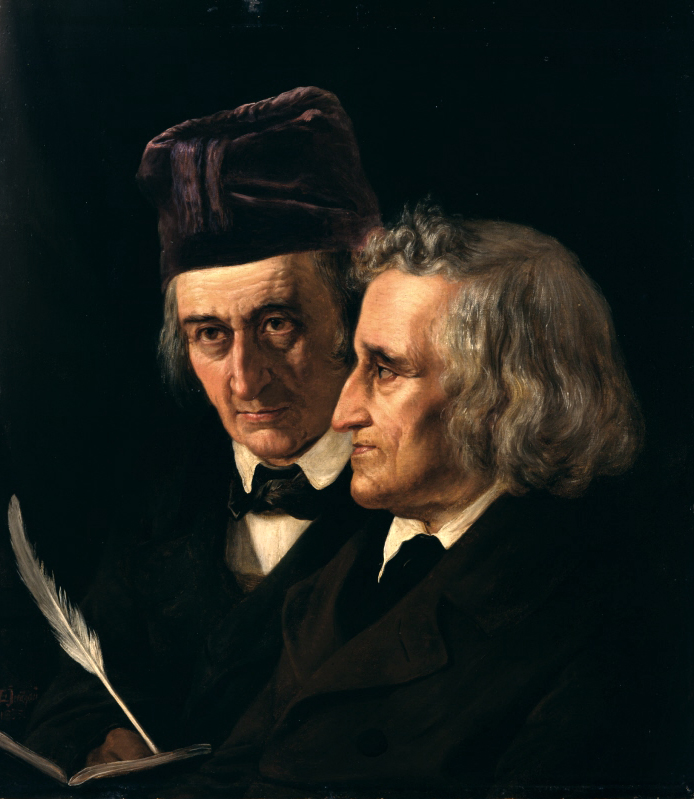
Wilhelm (links) und Jacob Grimm, Doppelporträt von Elisabeth Jerichau-Baumann (1855), Öl auf Leinwand, Nationalgalerie Berlin

Ein Teil des Nachlasses von Jacob und Wilhelm Grimm, darunter Briefe von und an die Brüder, verschiedene Manuskriptenkonvolute und vor allem Handexemplare mit handschriftlichen Zusätzen, wird im Hessischen Staatsarchiv Marburg verwahrt. Der Bestand ist vollständig erschlossen und über HADIS online recherchierbar.

## Ehrungen
Er erhielt postum mit seinem Bruder Jacob zahlreiche Ehrungen (siehe Brüder Grimm).

## Nachfahrenliste der Familie Grimm
Heinrich Grimm (* 12. Dezember 1637 in Bergen-Enkheim; † 11. September 1713 in Dörnigheim) ⚭ 2. Juni 1670 Juliane Marie Pezenius (* 2. Juli 1653 in Dillenburg; † 8. Februar 1692 in Hanau)
1. Friedrich Grimm (der Ältere) (* 16. Oktober 1672 in Hanau; † 4. April 1748 in Hanau) ⚭ II. 27. Oktober 1701 Kunigunde Juliane Hake (* 6. August 1676 in Rotenburg an der Fulda; † 8. Dezember 1726 in Hanau)
  1. Friedrich Grimm (der Jüngere) (* 11. März 1707; † 20. März 1777) ⚭ 6. Oktober 1734 Christine Elisabeth Heilmann (* 22. Oktober 1715 in Birstein; † 17. Februar 1754)
    1. Juliane Charlotte Friederike Grimm (* 3. August 1735; † 18. Dezember 1796 in Hanau) ⚭ Jacob Ludwig Schlemmer († 19. April 1785 in Hanau)
    2. Philipp Wilhelm Grimm (* 9. September 1751; † 10. Januar 1796) ⚭ 23. März 1783 Dorothea Zimmer (* 20. November 1755 in Kassel; † 27. Mai 1808 in Kassel)
      1. Friedrich Hermann Georg Grimm (* 12. Dezember 1783 in Hanau; † 16. März 1784 in Hanau)
      2. Jacob Ludwig Carl Grimm (* 4. Januar 1785 in Hanau; † 20. September 1863 in Berlin)
      3. Wilhelm Carl Grimm (* 24. Februar 1786 in Hanau; † 16. Dezember 1859 in Berlin) ⚭ 15. Mai 1825 Henriette Dorothea (Dortchen) Wild (* 23. Mai 1793 in Kassel; † 22. August 1867 in Eisenach)
        1. Jacob Grimm (* 3. April 1826; † 15. Dezember 1826)
        2. Herman Friedrich Grimm (* 6. Januar 1828; † 16. Juni 1901) ⚭ 25. Oktober 1859 Gisela von Arnim (* 30. August 1827; † 4. April 1889)
        3. Rudolf Georg Ludwig Grimm (* 31. März 1830; † 13. November 1889)
        4. Auguste Luise Pauline Marie Grimm (* 21. August 1832; † 9. Februar 1919)

      4. Carl Friedrich Grimm (* 24. April 1787 in Hanau; † 25. Mai 1852 in Kassel)
      5. Ferdinand Philipp Grimm (* 18. Dezember 1788 in Hanau; † 6. Januar 1845 in Wolfenbüttel)
      6. Ludwig Emil Grimm (* 14. März 1790 in Hanau; † 4. April 1863 in Kassel)
        1. ⚭ 20. Mai 1832 Marie Böttner (* 9. August 1803; † 15. August 1842)
          1. Friederike (Ideke) Lotte Amalia Maria Grimm (* 23. Juli 1833; † 17. Dezember 1914) ⚭ 19. August 1854 Rudolf von Eschwege (* 22. Januar 1821; † 24. November 1875)

        2. ⚭ 14. April 1845 Friederike Ernst (* 24. Dezember 1806; † 2. April 1894)

      7. Friedrich Grimm (* 15. Juni 1791 in Steinau; † 20. August 1792 in Steinau)
      8. Charlotte Amalie Grimm (Lotte) (* 10. Mai 1793 in Steinau; † 15. Juni 1833 in Kassel) ⚭ 2. Juli 1822 Hans Daniel Ludwig Friedrich Hassenpflug (* 26. Februar 1794 in Hanau; † 10. Oktober 1862 in Marburg)
        1. Karl Hassenpflug (* 5. Januar 1824; † 18. Februar 1890), Bildhauer, verheiratet, kinderlos
        2. Agnes (* 11. Dezember 1825; † 29. Oktober 1829)
        3. Friedrich (* 10. September 1827; † 23. Januar 1892 in Breslau). Oberlandesgerichtsrat in Breslau, verheiratet mit Anna Volmar, Tochter eines Ministerkollegen seines Vaters
        4. Bertha (* 27. April 1829; † 9. Juni 1830)
        5. Ludwig (Luis) (* 1. Dezember 1831; † 11. Oktober 1878 auf Malta), Offizier der Österreichischen Kriegsmarine, verheiratet, kinderlos
        6. Dorothea (* 23. Mai 1833; † 24. Januar 1898 in München)

      9. Georg Eduard Grimm (* 26. Juli 1794 in Steinau; † 19. April 1795 in Steinau)

    3. Neun weitere Kinder

  2. Sechs weitere Kinder

## Briefwechsel
Briefwechsel der Brüder Jacob und Wilhelm Grimm, Kritische Ausgabe in Einzelbänden:
- Band 1.1: Briefwechsel zwischen Jacob und Wilhelm Grimm. Hrsg. von Heinz Rölleke. Stuttgart 2001. ISBN 3-7776-1109-3.
- Band 1.2: Sagenkonkordanz. Hrsg. von Heinz Rölleke. Stuttgart 2006. ISBN 3-7776-1204-9.
- Band 2: Briefwechsel der Brüder Jacob und Wilhelm Grimm mit Karl Bartsch, Franz Pfeiffer und Gabriel Riedel. Hrsg. von Günter Breuer, Jürgen Jaehrling und Ulrich Schröter. Stuttgart 2002. ISBN 3-7776-1141-7.
- Band 3: Briefwechsel der Brüder Jacob und Wilhelm Grimm mit Gustav Hugo. Hrsg. von Stephan Bialas. Stuttgart 2003. ISBN 3-7776-1145-X.
- Band 4: Briefwechsel der Brüder Jacob und Wilhelm Grimm mit Theodor Georg von Karajan, Wilhelm Wackernagel, Johann Hugo Wyttenbach und Julius Zacher. Hrsg. von Michael Gebhardt, Jens Haustein, Jürgen Jaehrling, Wolfgang Höppner. Stuttgart 2009. ISBN 978-3-7776-1332-1.
- Band 5: Briefwechsel der Brüder Grimm mit den Verlegern des «Deutschen Wörterbuchs» Karl Reimer und Salomon Hirzel. Hrsg. von Alan Kirkness und Simon Gilmour. Stuttgart 2007. ISBN 978-3-7776-1525-7.
- Band 6: Briefwechsel der Brüder Jacob und Wilhelm Grimm mit Rudolf Hildebrand, Matthias Lexer und Karl Weigand. Hrsg. von Alan Kirkness. Stuttgart 2010. ISBN 978-3-7776-1800-5.
- Band 7: Briefwechsel der Brüder Jacob und Wilhelm Grimm mit Gustav Freytag, Moriz Haupt, Heinrich Hoffmann von Fallersleben und Franz Joseph Mone. Hrsg. von Philip Kraut, Jürgen Jaehrling, Uwe Meves und Else Hünert-Hofmann. Stuttgart 2015. ISBN 978-3-7776-2487-7.
- Band 8: Briefwechsel der Brüder Jacob und Wilhelm Grimm mit Johann Martin Lappenberg, Friedrich Lisch und Georg Waitz. Im Anschluss an Wilhelm Braun und Ludwig Denecke hrsg. von Berthold Friemel, Vinzenz Hoppe, Philip Kraut, Holger Ehrhardt und Roman Alexander Barton. Stuttgart 2022. ISBN 978-3-7776-2625-3.

Zwei Bände der Kasseler Ausgabe (Werke und Briefwechsel der Brüder Grimm):
- Briefe, Band 1: Briefwechsel der Brüder Grimm mit Herman Grimm (einschließlich des Briefwechsels zwischen Herman Grimm und Dorothea Grimm, geb. Wild). Hrsg. von Holger Ehrhardt, Kassel/Berlin 1998. ISBN 3-929633-63-9.
- Briefe, Band 2: Briefwechsel der Brüder Grimm mit Ludwig Hassenpflug (einschließlich der Briefwechsel zwischen Ludwig Hassenpflug und Dorothea Grimm, geb. Wild, Charlotte Hassenpflug, geb. Grimm, ihren Kindern und Amalie Hassenpflug). Hrsg. von Ewald Grothe, Kassel/Berlin 2000. ISBN 3-929633-64-7.

## Werke (Auswahl)
- Altdänische Heldenlieder, Balladen und Märchen übersetzt von Wilhelm Carl Grimm. Mohr und Zimmer, Heidelberg 1811.
- mit Jacob Grimm: Kinder- und Haus-Märchen. Gesammelt durch die Brüder Grimm. Realschulbuchhandlung, Berlin 1812/1815 Band 1, Band 2, jeweils Digitalisat und Volltext im Deutschen Textarchiv.
- mit Jacob Grimm: „Der arme Heinrich“ von Hartmann von Aue. Berlin 1815.
- Die goldene Schmiede von Conrad von Würzburg. Aus Gothaischen Handschriften herausgegeben und erklärt von W. C. Grimm. Bernhard Körner. Frankfurt am Main 1816.
- mit Jacob Grimm: Deutsche Sagen. 2 Bände. Nicolaische Buchhandlung, Berlin 1816–1818.
- mit Jacob Grimm: Deutsches Wörterbuch. 33 Bände. Leipzig 1854–1984; Neudruck 1984.
- Jacob Grimm über seine Entlassung [12. bis 16. Januar 1838]. Mit einem Nachwort von Norbert Kamp und einer editorischen Notiz von Ulf-Michael Schneider. Vandenhoeck & Ruprecht, Göttingen 1985 (= Göttinger Universitätsreden. Band 74), ISBN 3-525-82626-5.